# Acanthosybra lineolata
Acanthosybra lineolata is een keversoort uit de familie van de boktorren (Cerambycidae). De wetenschappelijke naam van de soort is voor het eerst geldig gepubliceerd in 1939 door Stephan von Breuning.